# Junagarh
Junagarh o Junagadh fue un estado tributario protegido por la agencia de Kathiawar o Agencia de la India Occidental, presidencia de Bombay, con una superficie de 8505 km².

## Geografía
Estaba limitado al norte por las Montañas Barda y Jalar, al este por Gohelwar, y al oeste y sur por el mar de Arabia. El país era plano excepto en la parte de las montañas volcánicas de Girnar con el monte Gorakhnath, de 1136 metros. Los principales ríos eran el Bhadar y el Saraswati (o río sagrado de Prabhas Patan). Estaba repartido en 7 ciudades y 811 pueblos. La población en 1901 eran 301 773 hindúes, 85 684 musulmanes y 7842 jainistas. La capital era Junagadh (ciudad). En las montañas sagradas de Girnar hay varios templos jainistas. Otros lugares interesantes son también el templo en ruinas de Somnath y los puertos de Veraval, Nawabandar, Sutrapara y Mangrol. El estado tenía 18 municipalidades. La población era:
- 1872: 380 921
- 1881: 387 499
- 1891: 484 190
- 1901: 395 428
- 1921: 465 493
- 1931: 545 152

## Historia
Era un estado rajput del clan chudasma que duró hasta el 1472 cuando fue conquistado por el Sultan Mahmud Begara de Ahmedabad. Bajo Akbar el Grande fue dependiente del Imperio Mogol, dentro del virreinato de Guyarat. Alrededor de 1725, cuando el gobernador o virrey mogol había perdido su autoridad, un soldado de fortuna de nombre Sher Khan Babi, la familia del cual ejercía importantes funciones en la ciudad, expulsó al gobernador mogol local y se apoderó del gobierno (sobre 1725). Su hijo Salabat Khan lo sucedió en Junagadh mientras otro hijo más joven recibió Radhanpur. Salabat gobernó hasta 1730 cuando le sucedió su hijo mayor Sher Khan, mientras otro hijo recibió Bantwa y un tercero Manavadar. Sher Khan se declaró independiente sobre 1735. En 1807 firmó el primer tratado con los británicos. El soberano consiguió el título de nawab y fue considerado un estado de primera clase en Kathiawar. En 1877 el estado adoptó temporalmente el nombre de Soruth y tras 1925 adoptó indiferentemente el nombre de Saurashtra o el de Junagarh (Junagadh). Mahabat Khanji III recibió el derecho personal de saludo de 15 salvas. En 1947 el soberano, que era musulmán, optó por la unión con Pakistán que fue aceptada por este estado el 15 de septiembre de 1947; pero el estado fue ocupado por la India y anexionado el 9 de noviembre de 1947 y el 24 de febrero de 1948 un referéndum aprobó la unión con la India que entró formalmente en vigor el día siguiente.

## Bandera

Bandera mercante de Junagarh.

En 1921 se le concedió el uso a la mar del pabellón rojo británico con disco blanco dentro del cual el emblema del estado, tres montañas (dispuestas dos arriba y una debajo) separadas por tres bolas, todo en verde.

## Lista de soberanos
- Bahadurkhanji Babi 1630-1654
- Sherkhanji Babi 1654-1690
- Nawab Ja'afarkhanji Babi (Sardarkhanji) 1690-1725
- Nawab Saheb Salabat Muhammadkhan Babi 1725-1730
- Nawab Saheb Muhammad Sher Khan Babi 1730-1758
- Nawab Saheb Muhammad Mahabat Khanji I 1758-1774
- Nawab Saheb Muhammad Hamid Khanji I 1774-1811
- Nawab Saheb Muhammad Bahadur Khanji I 1811-1840
- Nawab Saheb Muhmmad Hamid Khanji II 1840-1851
- Nawab Saheb Muhammad Mahabat Khanji II 1851-1882
- Nawab Saheb Muhammad Bahadur Khanji II 1882-1892
- Nawab Saheb Sir Muhmmad Rasul Khanji 1892-1911
- Nawab Saheb Sir Muhmmad Mahabat Khanji III Rasul Khanji 1911-1959
- Nawab Saheb Muhammad Dilawar Khanji Mahabat Khanji 1959-1989
- Nawab Saheb Muhammad Jahangir Khanji Dilawar Khanji